# Pampa de los Perros
Pampa de los Perros, conocido también como Huaca Rosada, es un sitio arqueológico ubicado en el distrito de Ventanilla, en la provincia constitucional del Callao, en el Perú.

## Descripción

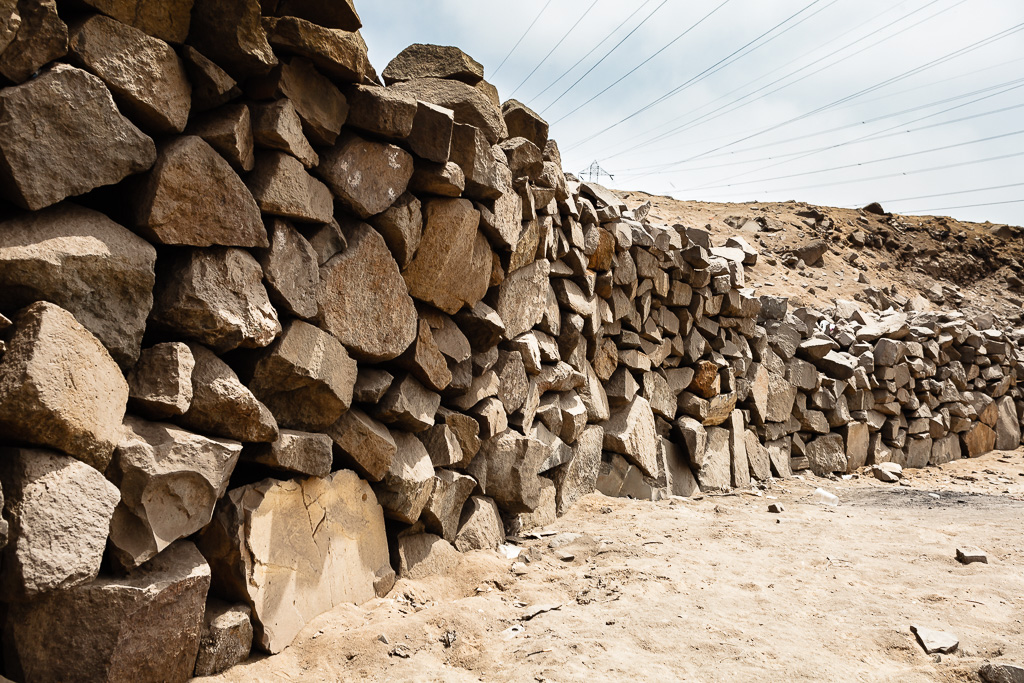
Pampa de los Perros.

Se encuentra cerca de la desembocadura del río Chillón. Tendría una antigüedad de 3500 a 1800 a. C. Consta de una pirámide, una zona residencial y plaza circular. El sitio fue deteriorado por saqueos y perforaciones. Está ubicado sobre un área de 1,5 hectáreas.